# Manuel Monsalve
Manuel Zacarías Monsalve Benavides (Coronel, 9 de julio de 1965) es un médico cirujano, político chileno, miembro desde 1992 hasta 2024 del Partido Socialista (PS), del cual ejerció como secretario general en 2010. Entre marzo de 2022 y octubre de 2024 se desempeñó como subsecretario del Interior de su país bajo el gobierno del presidente Gabriel Boric. En contexto de este último cargo, actualmente es investigado por presunta violación de una subordinada y de otros delitos, encontrándose con arresto domiciliario total por ello.
Fue concejal de la comuna de Los Álamos entre 1996 y 2000. Luego, se desempeñó como diputado de la República en representación del antiguo distrito n.º 48 de la región del Biobío, durante tres periodos consecutivos, desde 2006 hasta 2018. Seguidamente, ejerció el mismo cargo pero en representación del nuevo distrito n.º 21 —de la misma región—, por el periodo legislativo 2018-2022.

## Biografía

### Familia y estudios
Nació el 9 de julio de 1965 en Coronel, hijo de Manuel Monsalve y Graciela del Carmen Benavides Morales.
Entre 1971 a 1977, estudió en la Escuela Pública N.º 54 Rosita Renard de Coronel. Luego, entre 1978 y 1982, en el Liceo Público A-49 Antonio Salamanca Morales de la misma ciudad. Finalizada su instrucción escolar, ingresó a la Facultad de Medicina de la Universidad de Concepción, titulándose de médico cirujano en el tercer lugar de su generación, siendo el primer profesional de su familia. Más tarde, cursó un magíster en gobierno y gerencia pública y un diplomado en gerencia social en la misma universidad.
Se casó en su comuna natal en 1993, con la política socialista María Eugenia Garrido Vega —que fuera concejala de la comuna de Los Álamos entre 2004 y 2008—, con quien es padre de dos hijas: Amanda Sofía y  Gabriela.

### Vida profesional
A partir de 1992, comenzó a ejercer como médico en la comuna de Los Álamos, en la región del Biobío. En dicha ciudad, fue director del Consultorio y jefe del Departamento de Salud municipal.
A contar del 1 de abril de 2000, fue designado por Michelle Bachelet —en ese entonces ministra de Salud del presidente Ricardo Lagos— como médico director del Servicio de Salud de la provincia de Arauco. Durante su gestión, se inició la construcción de un nuevo hospital de Curanilahue; se desarrolló el estudio para la reposición del Hospital Intercultural de Cañete; se consolidó la atención de médicos especialistas; se implementaron clínicas móviles de atención en salud dental y de la mujer; y se impulsó el proceso de modernización de la red asistencial. Ejerció el cargo hasta el 21 de julio de 2005.

## Trayectoria política

### Inicios
Inició su carrera el ámbito político, en la década de 1980, ingresando a militar en el Partido Socialista de Chile (PS). Su primera incursión en cargos de elección popular fue como candidato a concejal de la comuna de Los Álamos en las elecciones municipales de 1996, resultando electo durante el período 1996-2000; simultáneamente fue presidente del PS en la provincia de Arauco; y dirigente regional de su colectividad en el Biobío, durante la presidencia de Camilo Escalona.

### Diputado
En las elecciones parlamentarias de 2005, fue electo como diputado en representación del distrito n.º 46 (correspondiente a las comunas de Arauco, Cañete, Contulmo, Curanilahue, Lebu, Los Álamos, Lota y Tirúa), región del Biobío, por el periodo legislativo 2006-2010. Integró las comisiones permanentes de Salud, que presidió; de Educación; de Superación de Pobreza, Planificación y Desarrollo Social; y de Vivienda y Desarrollo Urbano. Junto con las comisiones especiales de la Juventud; y de la Desigualdad y Pobreza, que presidió. Además de la Comisión Investigadora sobre Plan AUGE.
En las elecciones parlamentarias de 2009, fue reelecto como diputado por el mismo distrito, para el período legislativo 2010-2014. En esta ocasión fue integrante de las comisiones permanentes de Salud; de Ciencia y Tecnología; y de Educación, Deportes y Recreación. Formó además, parte del comité parlamentario del Partido Socialista. Paralelamente, a nivel partidista, a fines de enero de 2010, asumió como secretario general del PS y se integró a la mesa directiva de transición de la colectividad que se instaló hasta las elecciones internas del 25 de abril del mismo año. Tras las elecciones internas, mantuvo su cargo, bajo la presidencia del entonces senador Fulvio Rossi. Luego, junto al exministro Osvaldo Andrade, fundó una nueva facción dentro del PS, denominada «Convergencia Socialista».
En las elecciones parlamentarias de 2013, fue nuevamente reelecto como diputado por el distrito n.º 46, por el periodo 2014-2018. Integró las comisiones permanentes de Salud; Hacienda; y Especial Mixta de Presupuestos. Además, participó en la comisión investigadora de la inversión pública en infraestructura hospitalaria. El 17 de marzo de 2015 fue elegido como jefe de la bancada de diputados del PS.
En las elecciones parlamentarias de 2017, obtuvo su tercera reelección como diputado, pero esta vez por el nuevo distrito n.º 21, compuesto por las comunas de Alto Biobío, Antuco, Arauco, Cañete, Contulmo, Curanilahue, Laja, Lebu, Los Álamos, Los Ángeles, Lota, Mulchén, Nacimiento, Negrete, Quilaco, Quilleco, San Rosendo, Santa Bárbara, Tirúa, Tucapel (en la Región del Biobío), dentro del pacto «La Fuerza de la Mayoría», por el período legislativo 2018-2022. Obtuvo 19 632 votos, equivalentes al 10,29% del total de sufragios válidamente emitidos en el distrito. Asumió el cargo el 11 de marzo de 2018 y pasó a integrar las comisiones permanentes de Hacienda; y Emergencia, Desastres y Bomberos. Asimismo, fue integrante de distintas comisiones especiales investigadoras, entre ellas, sobre: Actos del Gobierno relativos al sistema de créditos para el financiamiento de educación superior; proceso de descentralización; Actos del Gobierno en relación con contaminación ambiental que afecta a la comuna de Coronel; Actuación de los organismos del Estado en cuanto a la prevención de maltratos en las Fuerzas Armadas; Actos de la Administración vinculados al funcionamiento del basural La Chimba; Políticas de seguridad pública en La Araucanía; Abuso de menores bajo protección del Estado; Actos del Gobierno relación con alza de energía eléctrica durante la pandemia de COVID-19.
Por otro lado, formó parte del comité parlamentario del PS y de los grupos interparlamentarios chileno-cubano; chileno-ecuatoriano; chileno-palestino; y chileno-ucraniano.
Paralelamente, en este periodo fue el coordinador político de la precampaña presidencial de su compañera de partido, Paula Narváez, en la Consulta ciudadana de Unidad Constituyente de agosto de 2021, en la que resultó en segundo lugar.
En las elecciones parlamentarias de 2021, no pudo optar por la repostulación al cargo de diputado (por un quinto periodo; 2022-2026), puesto que la Ley 21 238 del año 2020, estableció que los diputados y las diputadas podrán ser reelegidos/as sucesivamente en el cargo hasta por dos periodos consecutivos, limitando así posibles reelecciones a parlamentarios en ejercicio con más de esos periodos.
Debido a lo anterior, intentó postularse a senador por la región del Biobío, pero su cupo quedó en manos del también socialista Gastón Saavedra, quien —a la postre— obtuvo uno de los tres escaños a la Cámara alta.

### Subsecretario del Interior de Boric
A fines de enero de 2022, fue anunciado como subsecretario del Interior —siendo el primer subsecretario del gabinete en ser nominado— por el entonces presidente electo Gabriel Boric, cargo que asumió el 11 de marzo de ese año, con el inicio de la administración de Boric. El 17 de octubre de 2024 Monsalve renunció al cargo tras hacerse pública una denuncia por una eventual violación a una funcionaria del mismo ministerio, la cual se encuentra en investigación.
El 25 de octubre de 2024 fue expulsado del Partido Socialista, esto porque la colectividad consideró como un hecho agravante que Monsalve presentara su renuncia del partido al Servel en medio de su investigación por violación, obstrucción a la justicia e infracción a la ley de inteligencia.

## Investigación por presunta violación
En octubre de 2024, la Fiscalía Regional Metropolitana Centro Norte inició una investigación en respuesta a una denuncia por presunta violación contra Manuel Monsalve, presentada al Ministerio Público el 14 de ese mes. Tras hacerse pública la acusación, el 17 de octubre, Monsalve renunció a su cargo como Subsecretario del Interior. Ese mismo día, el Tribunal Supremo del Partido Socialista suspendió su militancia.
El 18 de octubre se reveló que, días antes de la denuncia, Monsalve habría instruido a la Policía de Investigaciones (PDI) revisar las cámaras de seguridad del hotel donde se reunió con la denunciante, lo que llevó a la Fiscalía a investigar también posibles cargos de obstrucción a la justicia e infracción a la Ley de Inteligencia. El 23 de octubre, el fiscal a cargo del caso informó que Monsalve, además, habría ordenado a funcionarios de la PDI visitar el domicilio de la denunciante.
El 14 de noviembre, la PDI detuvo a Manuel Monsalve en su domicilio ubicado en el sector Agua Santa de Viña del Mar.Al día siguiente fue formalizado, pero se reinició la formalización y Monsalve continúa en calidad de detenido, la reanudación sería el 19 de noviembre. El día de la reanudación del juicio, Monsalve se desmayó previo a lectura de las medidas cautelares en su contra, llegando a receso por unos minutos y siendo atendido por personal médico. Después de este suceso se dio continuación al proceso, ordenando la prisión preventiva para Monsalve por abuso sexual y violación. Fue trasladado a la Cárcel de Rancagua, pero recibió amenazas de muerte y una de ellas que se conoció públicamente fue la de Antonella Marchant, quien cumplía condena de 15 años en la Cárcel de Rancagua, haciendo un gesto en que se pasaba un dedo por el cuello, simulando un degollamiento y ordenaron el traslado a Manuel Monsalve al Anexo Penitenciario Capitán Yáber en Santiago de Chile.
El 9 de diciembre de 2024, se investigó que Monsalve, en el cargo de subsecretario, solicitó $847 millones en gastos reservados, que abordó los gastos de Monsalve entre marzo de 2022 y septiembre de 2024, los cuales fueron revelados tras una solicitud de la comisión investigadora de la Cámara de Diputados.Sin embargo, la comisión investigadora le enviara un cuestionario a Monsalve, que contiene las 29 preguntas sobre el uso de gastos reservados, las diligencias que solicitó a la PDI y entre otros temas.
El 23 de diciembre de 2024, la denunciante del Manuel Monsalve fue internada de urgencia en la UCI en el Hospital de Curanilahue, en la Región del Biobío, desde esta mañana ha estado delicada de salud.Tras cuatro días de hospitalización, la denunciante de Monsalve regresa a su hogar, continuando con su licencia médica, acompañamiento psicológico y psiquiátrico y se encontraba en un estado de inconsciencia y estaba rindiendo una atención médica constante.
La Corte Suprema el 19 de mayo de 2025 decidió sustituir la prisión preventiva de Monsalve por arresto domiciliario total, prohibición de acercarse a la víctima y arraigo nacional.

## Historial electoral

### Elecciones parlamentarias de 2005
- Elecciones parlamentarias de 2005, candidato a diputado por el distrito 46 (Lota, Los Álamos, Arauco, Cañete, Contulmo, Curanilahue, Lebu y Tirúa  ) [29]

### Elecciones parlamentarias de 2009
- Elecciones parlamentarias de 2009, candidato a diputado por el distrito 46 (Lota, Los Álamos, Arauco, Cañete, Contulmo, Curanilahue, Lebu y Tirúa  ) [30]

### Elecciones parlamentarias de 2013
- Elecciones parlamentarias de 2013, candidato a diputado por el distrito 46 (Lota, Los Álamos, Arauco, Cañete, Contulmo, Curanilahue, Lebu y Tirúa  ) [31]

### Elecciones parlamentarias de 2017
- Elecciones parlamentarias de 2017, candidato a diputado por el distrito 21 (Alto Biobío, Antuco, Arauco, Cañete, Contulmo, Curanilahue, Laja, Lebu, Los Álamos, Los Ángeles, Lota, Mulchén, Nacimiento, Negrete, Quilaco, Quilleco, San Rosendo, Santa Bárbara, Tirúa y Tucapel)[32]